# Autoridade Eclesial Suprema Provisória
Igreja Ortodoxa Russa fora da Rússia - Sínodo do Metropolita Agafângelo (abreviado como ROCOR (A) ou ROCOR (Ag)) ou Igreja Ortodoxa Russa no Exílio, anteriormente Autoridade Eclesial Suprema Provisória, é uma jurisdição ortodoxa não canônica que se separou da ROCOR em 2007. O fundador e atual primaz é Agafângelo Pashkovski, ex-bispo da Igreja Ortodoxa Russa fora da Rússia, com o título de Metropolita de Nova Iorque e América Oriental, Arcebispo de Taurida e Odessa. A residência do Primeiro Hierarca está localizada em Odessa (Ucrânia), mas sua sede fica em Nova Iorque (Estados Unidos).

## História
A Jurisdição começou a se formar em 17 de maio de 2007, como resultado da cisão da Igreja Ortodoxa Russa fora da Rússia (ROCOR). Grupos que discordavam do estabelecimento da comunhão eucarística com o Patriarcado de Moscou, que apareceu em várias dioceses, começaram a passar para o omóforio do bispo Agafângelo, o único bispo da ROCOR que se recusou a se unir. Agafângelo, que levava o título de bispo da América do Sul e de Buenos Aires, administrador das Dioceses de Taurida e Odessa da ROCOR (aceitou formalmente a transferência para a cátedra sul-americana poucos dias antes da assinatura do ato, mas na verdade permaneceu para governar sua Diocese de Odessa), tornou-se uma força atraente para todos os oposicionistas que, depois de 17 de maio, não quiseram se unir à Igreja Ortodoxa Russa e começou a realizar convenções locais. Em 21 de maio de 2007, havia 55 desses não-alinhados e passaram para o omóforio do bispo Agafângelo (dos quais 22 eram da Diocese de Odessa, que permaneceu em pleno vigor sob a liderança do bispo Agafângelo, 17 nos EUA, cinco clérigos na Rússia e no Brasil, dois no Canadá e um na Itália, Austrália e Argentina). A Autoridade Eclesial Suprema Provisória foi formada. Eles se consideram os verdadeiros herdeiros da ROCOR, que "não se vendeu ao Patriarcado Sergiano e ecumênico de Moscou", e preservando os preceitos da verdadeira Igreja Ortodoxa emigrada Branca. Em 4 de setembro de 2008, clérigos (incluindo dois bispos) do “Ramo Sekachev” da Igreja da Catacumba foram aceitos em comunhão por meio da charotesia (“com base nos direitos de autonomia”) . Em 18-19 de novembro de 2008, o Quinto Concílio de Toda a Diáspora foi realizado em Nova Iorque, que elegeu um novo metropolita, e o Conselho Episcopal foi eleito em vez da Autoridade Eclesial Suprema Provisória. Em novembro de 2014, devido a diferentes percepções dos acontecimentos no leste da Ucrânia, a discórdia começou na Igreja, como resultado, no início do mês, padres de Udmurtia foram proibidos de servir por se oporem ao Conselho Episcopal, e em 26 de novembro, Em 2014, os bispos Dionísio e Irineu foram proibidos de servir e, como resultado, eles se separaram, formando uma nova jurisdição.
No outono de 2015, outro conflito começou a se desenvolver - entre o Primeiro Hierarca e o bispo norte-americano Andrônico com o bispo Sofrônio de São Petersburgo. O arcebispo Andrônico protestou contra a interferência nos assuntos internos de sua diocese, e o arcebispo Sofrônio em 16 de maio de 2016 apresentou uma queixa contra o Primeiro Hierarca; ambos os hierarcas também exigiram a convocação de um Concílio de Toda a Diáspora. Como resultado, em 9 de julho de 2016, o arcebispo Andrônico se recusou a obedecer aos decretos do metropolita e do Sínodo, continuando a comemorar o Primeiro Hierarca no serviço; Em 13 de julho, o arcebispo Sofrônio fez o mesmo. Em 21 de julho de 2016, no Tribunal Eclesiástico da ROCOR(Ag), os arcebispos Andrônico e Sofrônio foram aposentados até a convocação do Concílio de Toda a Diáspora. Em 26 de agosto de 2016, a reunião da Diocese de Siracusa anunciou a transição para o governo autônomo antes da convocação do Concílio de Toda a Diáspora (que participaram da formação de uma nova comunidade eclesial), bem como o clero que os apoiava, foram proibidos de servir. Como resultado da ruptura, a Igreja dos Verdadeiros Cristãos Ortodoxos da Grécia assumiu uma posição neutra, e em 2017 as relações com a jurisdição do metropolita Agafângelo foram totalmente restauradas. Após negociações (iniciadas em 2018), a 18 de setembro de 2020, a ROCOR (Ag) estabeleceu a comunhão eucarística com a Igreja Ortodoxa Verdadeira da Sérvia.

## Estrutura e episcopado
A Igreja possui 17 eparquias com cerca de 100 paróquias na Rússia, Ucrânia, Bielorrússia, Moldávia, Cazaquistão, Geórgia, Bulgária, Chipre, França, Noruega, Alemanha, EUA, Canadá, Argentina, Brasil, Uruguai, Paraguai, Tunísia, Israel e Austrália. Inclui vários mosteiros e um seminário em Odessa. Suas sedes ficam em Odessa, na Ucrânia, e em Nova Iorque.
Desde 2015, várias congregações e clérigos deixaram a Igreja por causa de sua insatisfação com a administração do metropolita Agafângelo.

### Dioceses
- Diocese da América Oriental;
- Diocese de Siracusa;
- Diocese do Canadá;
- Diocese da Europa Ocidental;
- Diocese da América do Sul;
- Diocese da Austrália e Nova Zelândia;
- Diocese de Odessa;
- Diocese da Moldávia;
- Diocese de Bolgrado;
- Diocese de Voronezh;
- Diocese de Moscou;
- Diocese de Buinski;
- Diocese de Vologda;
- Diocese de São Petersburgo;
- Diocese da Sibéria;
- Diocese do Mar Negro;
- Diocese do Extremo Oriente.

### Bispos
- Agafângelo (Pashkovski), arcebispo de Taurida e Odessa (17 de maio de 2007 -), bem como metropolita de Nova Iorque e América Oriental (28 de outubro de 2009 -) - Primeiro Hierarca da ROCOR(Ag).[12][13]
- João (Zaitsev), arcebispo de Buinski e Volzhski (4 de setembro de 2008 -);
- George (Kravchenko), bispo de Bolgrado (vigário da Diocese de Odessa até 19 de novembro de 2008) (18 de maio de 2008 -), também arcebispo de Kishinev e da Moldávia (9 de novembro de 2011 -);
- Gregório (Petrenko), arcebispo de São Paulo e América do Sul (8 de agosto de 2009 -);
- Cirilo (Kravets), bispo de Voronezh e Sul da Rússia (21 de novembro de 2009 -);
- Nicônio (Iost), bispo de Verkhoturski, vigário da Diocese de Ishim e Sibéria (2 de maio de 2010 - 9 de novembro de 2011), bispo de Ishim e Sibéria (9 de novembro de 2011 -);
- Anastácio (Surzhik), bispo de Vladivostok e do Extremo Oriente (9 de outubro de 2015 - 16 de outubro de 2015 e 25 de outubro de 2016 -);
- João (Shmelz), bispo de Melbourne e Austrália, vigário do Presidente do Sínodo da ROCOR(Ag) (30 de outubro de 2016 -);
- Ambrósio (Timrot), bispo de Kolomna, vigário da Diocese de Moscou (27 de setembro de 2020 -).[6][9]

#### Bispos falecidos
- Atanásio (Savitski), bispo de Vologda e Velikoustiug (7 de setembro de 2008 - 14 de fevereiro de 2024);[14]
- José (Grebinka), bispo de Washington e Flórida (21 de novembro de 2008 - 28 de maio de 2013);
- Anfimo (Tudos), bispo de Chimislia, vigário da Diocese de Chisinau (30 de novembro de 2014 - 2 de maio de 2017), bispo da Bessarábia, vigário da Diocese de Chisinau (2 de maio de 2017 - 24 de outubro de 2020);
- Romano (Radvan), bispo de Haifa (8 de julho de 2014 - 2 de fevereiro de 2024);[13][15]

#### Ex-bispos
- Dionísio (Alferov), bispo de Novgorod e Tver (26 de abril de 2010 - 26 de novembro de 2014);
- Irineu (Klippenstein), bispo de Vernenski e Semirechenski (16 de junho de 2010 - 26 de novembro de 2014), administrador temporário da Diocese da Europa Ocidental (junho 16 de 2010 - 22 de outubro de 2013);
- Andrônico (Kotliarov), bispo de Richmond e Nova Iorque (7 de dezembro de 2007 - 15 de maio de 2008), Ottawa e América do Norte (15 de maio de 2008 - 28 de outubro de 2009), bispo de Ottawa e Canadá, bem como Siracusa e Nikolski (28 de outubro de 2009 - 21 de julho de 2016);
- Sofrônio (Musienko), bispo de São Petersburgo e Norte da Rússia (8 de dezembro de 2007 - 21 de julho de 2016).[6][9]
- Nicolau (Modebadze), bispo de Potinski, vigário do Primeiro Hierarca (29 de maio de 2011 - 22 de outubro de 2013), bispo de Iver e do Mar Negro (22 de outubro de 2013 - 31 de agosto de 2023); Expulso do sacerdócio e do monaquismo.[16]

## Comunhão Eclesiástica
- Igreja Ortodoxa Grega do Antigo Calendário - Sínodo da Oposição (2007-2014);[17]
- Igreja dos Verdadeiros Cristãos Ortodoxos da Grécia (2014);[18][19]
- Igreja Ortodoxa da Romênia do Antigo Calendário (bispo Blasius) (2007);[20]
- Igreja Ortodoxa da Bulgária do Antigo Calendário (2007);[21]
- Verdadeira Igreja Ortodoxa da Sérvia (2020).[22]

## No Brasil
No Brasil, a jurisdição conta com Gregório Petrenko, bispo da Diocese da América do Sul, com templos em São Paulo e no Rio de Janeiro.
Em maio de 2007, o reitor das Igrejas da ROCOR no Brasil, o arcipreste George Petrenko, sendo um ferrenho oponente do Patriarcado de Moscou e do Ato de Comunhão Canônica, junto com o Conselho passou à jurisdição da Autoridade Eclesial Suprema Provisória (ROCOR (Ag) ou ROCOR(A)). Todas as paróquias da Igreja Ortodoxa Russa no Exterior no Brasil o seguiram. Em 3 de agosto de 2009, foi tonsurado ao monaquismo com o nome de Gregório e, em 8 de agosto, foi consagrado bispo de São Paulo e da América do Sul.
Em 18 de outubro de 2023, por resolução do Conselho Episcopal da ROCOR (A), realizado em Belgrado, foi elevado à categoria de arcebispo.